# 皮利納河 (北頓涅茨河支流)
皮利納河（烏克蘭語：Пільна），是烏克蘭東部的河流，屬於北頓涅茨河的左支流。該河發源自彼得羅巴甫利夫卡以東，流經哈爾科夫州的丘胡伊夫區，河道全長25公里，流域面積186平方公里。